# Breathing Lessons: The Life and Work of Mark O'Brien
Breathing Lessons: The Life and Work of Mark O'Brien é um filme-documentário em curta-metragem estadunidense de 1996 dirigido e escrito por Jessica Yu. Venceu o Oscar de melhor documentário de curta-metragem na edição de 1997.